# 和田政雄
和田 政雄（わだ まさお、1915年1月2日 - 1985年12月2日）は、現在の大韓民国、京城出身の元ラグビー選手及び同監督。

## 来歴
京城商業を経て明治大学へ進む。主なポジションはスクラムハーフ(SH)。その後、朝鮮鉄道局に入社し、ここでもプレーした。1936年2月16日、花園ラグビー場で行われたニュージーランド学生代表クラブ(略称:NZU)戦に、日本代表選手として出場し、キャップ1を獲得した。
第二次世界大戦後、明治大学商学部教授に就任。1959年10月、オックスフォード大学とケンブリッジ大学の合同チームが来日した、『オックスブリッジ連合』戦の日本代表監督を務めた。また、明治大学のラグビーサークルである、明治大学和泉ラグビー部の結成にも尽力した。